# Hundhybrid

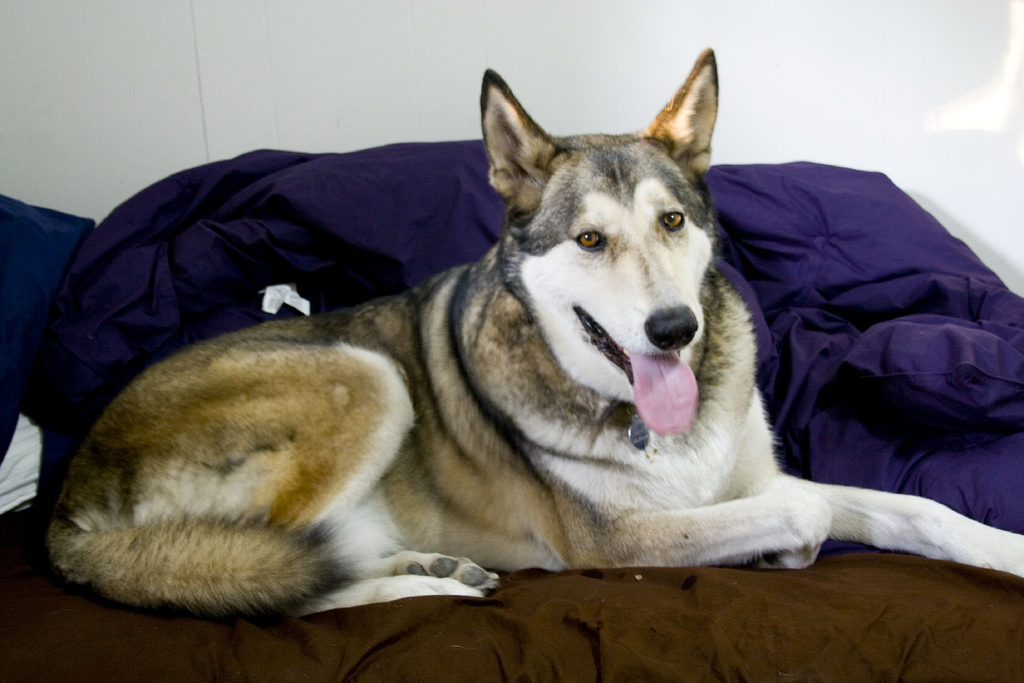
En korsning mellan alaskan malamute och varg.

Hundhybrider är korsningar mellan tamhund (Canis lupus familiaris) och andra närstående hunddjur av släktet Canis: Varg (Canis lupus), prärievarg (Canis latrans) och schakaler (Canis aureus med flera). 
Deras temperament har ansetts svåra att förutse, då olika aspekter kan vara lika hundens eller vargens, med stora variationer till och med inom en kull. Värt att notera är att "varghybrid" är en vanligt använd men inkorrekt term, då det antyder på en korsning mellan två olika arter, medan hund bara är en underart av varg. Varghundar har förbjudits på många håll, bland annat enligt Sveriges artskyddsförordning. Åren 1979–1998 inträffade minst 14 ödesdigra fall då varghund angrep en människa.
Dessa arter ger fruktsamma avkommor sinsemellan. Hybriderna förekommer både i naturen och arrangerade av människan.
Hundvarg, en korsning mellan varg och tamhund, klassas som invasiv art i Finland och är förbjuden enligt Förordning om hantering av risker orsakade av invasiva främmande arter (704/2019, VN 912/2023).

## Naturlig hybridisering av hund och varg

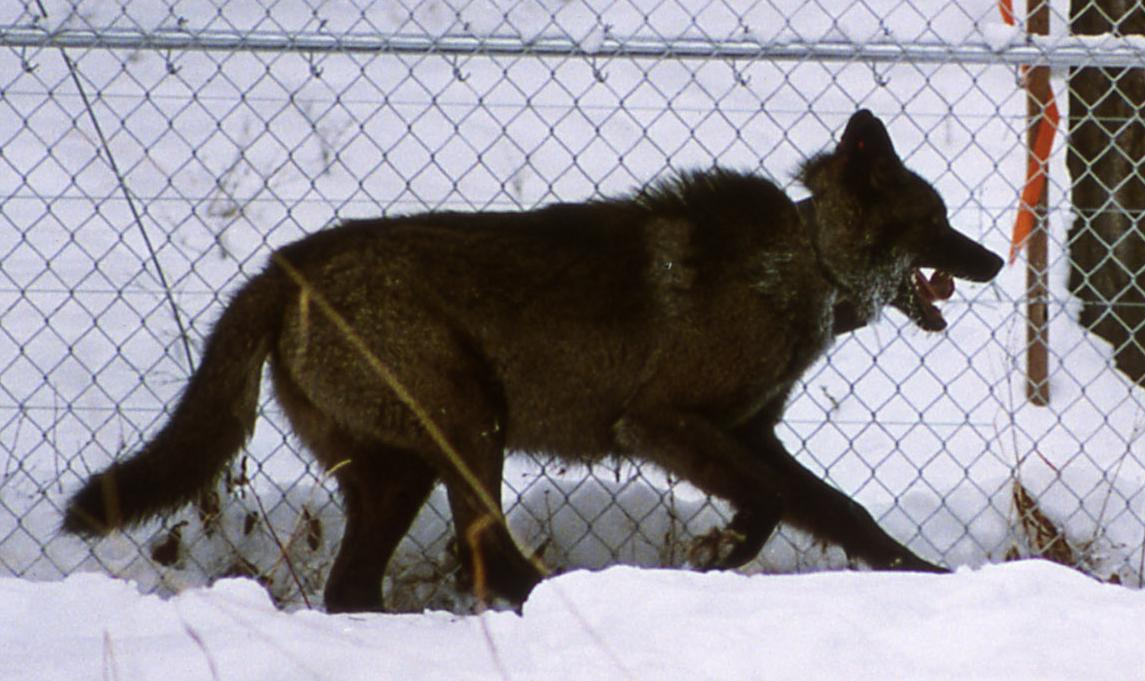
Svartvarg

Vissa vargar, ibland kallad "svartvarg", som har en svart pigmentering i pälsen har erhållit de gener som ger denna färgvariation, som en följd av korsning mellan hund och varg.

1999 föddes en kull på fem hybridvargar i Østfold i sydöstra Norge. Att de var hybrider konstaterades då en av dem trafikdödades och DNA-undersöktes på Evolutionsbiologiskt centrum vid Teknisk-naturvetenskapliga fakulteten vid Uppsala universitet. Norges regering tog beslut om att samtliga hybridvargar skulle avlivas, eftersom de utgjorde ett genetiskt hot mot den vilda vargstammen.
De DNA-analyser som Sveriges lantbruksuniversitet utför möjliggör relativt hög säkerhetsgrad vid identifiering av första och andra generationens hundhybrider. Om hybridisering skett i tidigare släktled än så krävs ett mer omfattande genetiskt analysarbete, något som inte utförs på prover från skandinaviska vargar på grund av bristfälliga resurser. Hybridisering i tredje och fjärde led förblir därför oupptäckt.

## Mänskligt arrangerad hybridisering av hund och varg
Den internationella kennelfederationen Fédération Cynologique Internationale (FCI) har erkänt två hundraser som är resultatet av korsning mellan hund och varg: Ceskoslovenský vlciak och saarloos wolfhond. Härutöver kan nämnas följande hundraser som, mer eller mindre, har inslag av varg: Calupoh, American Wolfdog (perro lobo americano), kunming langgou, och lupo italiano.

## Hybridisering av hund och andra hunddjur än vargar

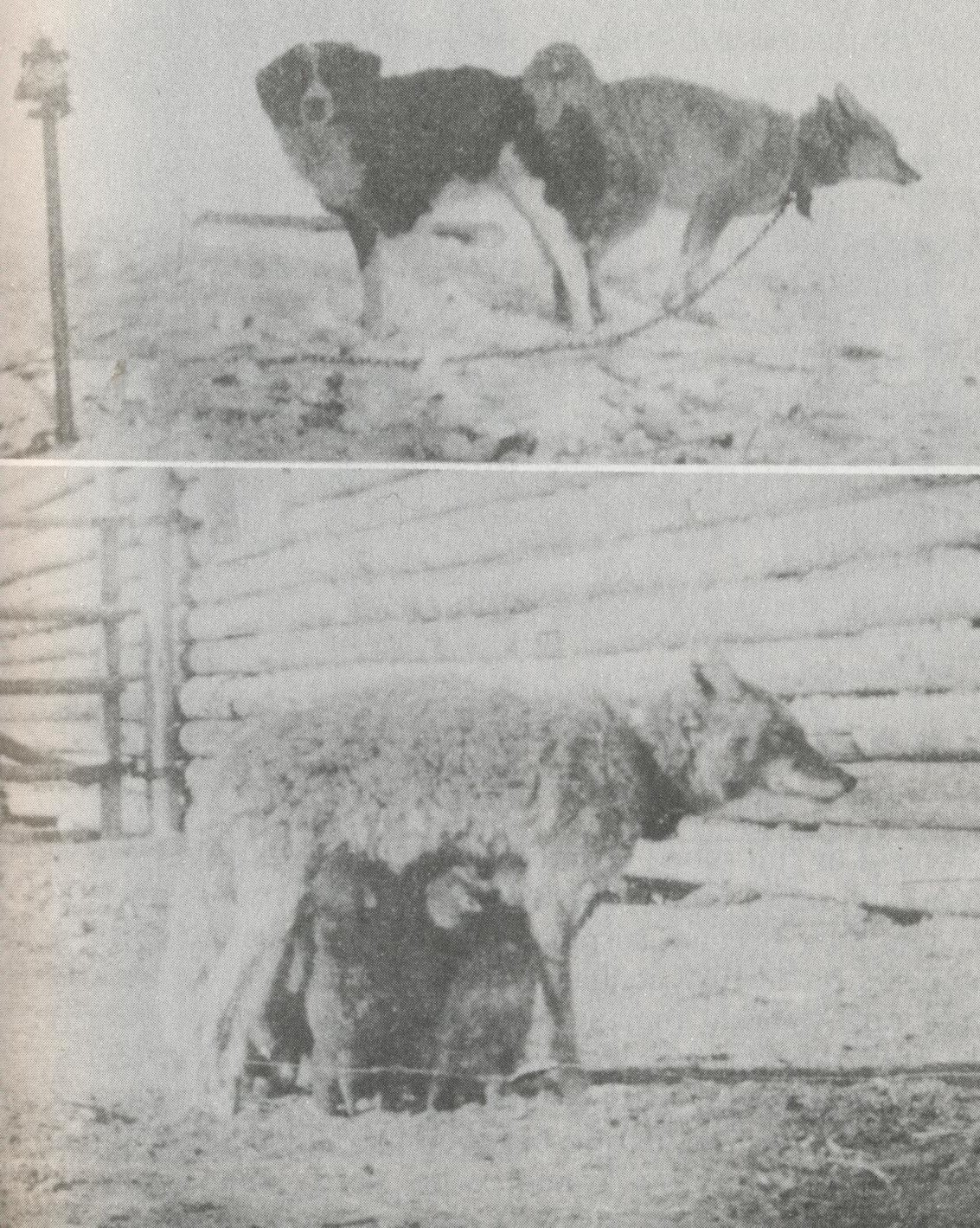
En hanhund och en tillfångatagen prärievargstik parar sig. På den nedre bilden syns prärievargstiken med sina valpar.

I Ryssland finns sjalajkan (sulimovhund) som är resultatet av korsning mellan hund och guldschakal. I Nordamerika finns korsningar mellan prärievarg och hund. Dessa kallas coydogs om hunden är en tik och prärievargen är en hane, om hunden är hane och prärievargen är tik kallas de dogote. Australian cattledog och australian stumpy tail cattle dog är dingokorsningar. Hundrasen thai bangkaew dog påstås i rasstandarden vara en hybrid mellan tamhund och asiatisk vildhund (dhol) som inte tillhör släktet Canis utan släktet Cuon. Det finns ingen forskning som styrker att en sådan hybrid är möjlig eller att den i så fall skulle kunna ge fertil avkomma. Enligt myten ska även den vietnamesiska hundrasen Chó Bắc Hà vara en korsning mellan tamhund och asiatisk vildhund.

## Svensk lagstiftning
Enligt Artskyddsförordningen, SFS 2007:845, får vildlevande rovdjur inte hållas som sällskapsdjur. Även hybrider mellan tamhund och vildlevande hunddjur är förbjudna att avla fram, importera, hålla och handla med. I detta förbud inkluderas Australiens vildlevande hund dingo. Som hybrider i lagens mening räknas första till fjärde generationen efter att korsningen ägt rum. Detta innebär att ovan nämnda internationellt erkända hundraser är tillåtna, detsamma gäller dingokorsningarna australian cattledog och australian stumpy tail cattle dog. Beteckningen varghybrid får inte användas vid annonsering.